# A Case of Rape
A Case of Rape (Un caso de violación) es un telefilme estrenado en 1974, protagonizado por Elizabeth Montgomery.

## Sinopsis
Ellen Harrod es un ama de casa, madre de una niña. Cuando su marido, David Harrod, se va de viaje de negocios, es violada por Larry Retzliff. Cuando intenta denunciar el hecho, nadie le presta atención y luego no se anima a hacerlo. Para peor, siente que fue la culpable del hecho. Cuatro días después de la violación, es violada de nuevo por el mismo hombre, pero con más violencia, y ahora sí decide hacer la denuncia.

## Reparto
| Actor                | Personaje         |
| -------------------- | ----------------- |
| Elizabeth Montgomery | Ellen Harrod      |
| William Daniels      | Leonard Alexander |
| Cliff Potts          | Larry Retzliff    |
| Rosemary Murphy      | Muriel Dyer       |
| Ronny Cox            | David Harrod      |
| Patricia Smith       | Marge Bracken     |
| Ken Swofford         | Det. Riley        |
| Jonathan Lippe       | Det. Parker       |
| Robert Karnes        | Juez              |
| Charles Macaulay     | Dr. Marsden       |
| Mario Gallo          | Fotógrafo         |
| Alex Henteloff       | Alex              |
| Lionel Johnston      | Oficial Kimbel    |
| Antony Carbone       | Oficial Carbone   |
| Davis Roberts        | Oficial Kane      |

## Trivia
- Es el primer trabajo de Elizabeth Montgomery luego de Embrujada.
- Luego de Embrujada, Elizabeth no volvió a hacer comedia.
- La segunda violación iba a ser suprimida por la cadena de televisión pero Elizabeth amenazó con retirarse del proyecto si no la ponían, a lo cual la televisora accedió ponerla pero con un aviso de edad para el público.